# Europees kampioenschap voetbal vrouwen onder 17

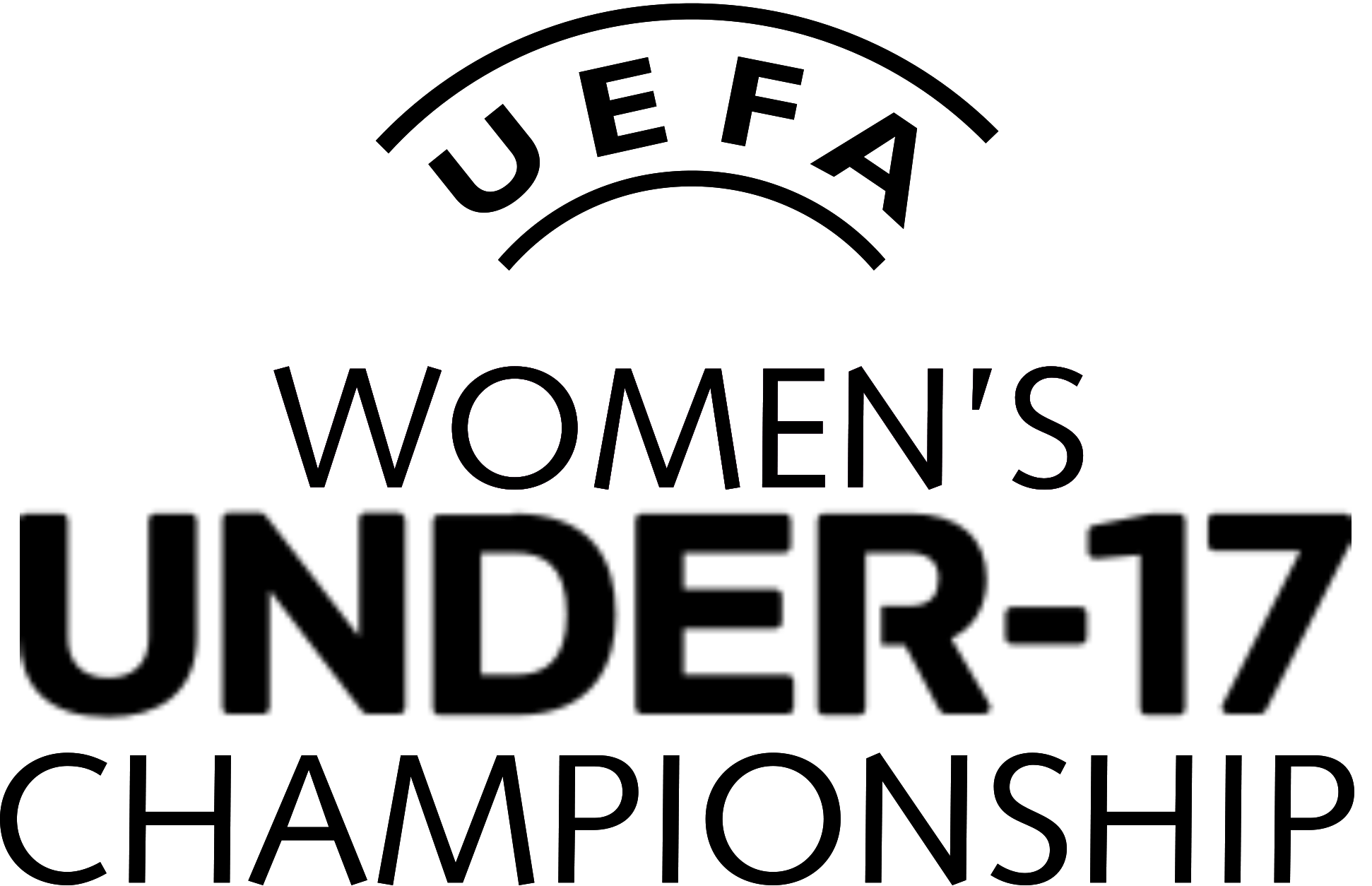
Logo van het toernooi.

Het Europees kampioenschap voetbal vrouwen onder 17 is een Europees voetbaltoernooi dat sinds het seizoen 2007/08 door de UEFA wordt georganiseerd.

## Algemeen
Kortweg heet het EK vrouwen onder 17 en het is een jaarlijks terugkerend toernooi tussen Europese landenteams voor spelers die onder de 17 jaar zijn op het moment van de kwalificatie. Door middel van voorrondes plaatsen landen zich, waarna in het hoofdtoernooi dat anderhalve week duurt bepaald wordt welk land het beste van Europa is. De eerste vijf eindronden vonden in Zwitserland plaats, daarna werd tekens een ander gastland aangewezen. Het toernooi dient ook als kwalificatietoernooi (enkel in even jaartallen) voor het Wereldkampioenschap voetbal vrouwen onder 17.

## Top-4
| Europees kampioenschap vrouwen onder 17 | Europees kampioenschap vrouwen onder 17 | Europees kampioenschap vrouwen onder 17 | Europees kampioenschap vrouwen onder 17 | Europees kampioenschap vrouwen onder 17 | Europees kampioenschap vrouwen onder 17 | Europees kampioenschap vrouwen onder 17 | Europees kampioenschap vrouwen onder 17 |
| Editie                                  | Gastland                                | Kampioen                                | Uitslag(en)                             | 2e plaats                               | 3e plaats                               | Uitslag                                 | 4e plaats                               |
| --------------------------------------- | --------------------------------------- | --------------------------------------- | --------------------------------------- | --------------------------------------- | --------------------------------------- | --------------------------------------- | --------------------------------------- |
| 2008                                    | Zwitserland                             | Duitsland                               | 3-0                                     | Frankrijk                               | Denemarken                              | 4-1                                     | Engeland                                |
| 2009                                    | Zwitserland                             | Duitsland                               | 7-0                                     | Spanje                                  | Frankrijk                               | 3-1                                     | Noorwegen                               |
| 2010                                    | Zwitserland                             | Spanje                                  | 0-0 ns (4-1)                            | Ierland                                 | Duitsland                               | 3-0                                     | Nederland                               |
| 2011                                    | Zwitserland                             | Spanje                                  | 1-0                                     | Frankrijk                               | Duitsland                               | 8-2                                     | IJsland                                 |
| 2012                                    | Zwitserland                             | Duitsland                               | 0-0 ns (4-3)                            | Frankrijk                               | Denemarken                              | 1-1 ns (5-4)                            | Zwitserland                             |
| 2013                                    | Zwitserland                             | Polen                                   | 1-0                                     | Zweden                                  | Spanje                                  | 4-0                                     | België                                  |
| 2014                                    | Engeland                                | Duitsland                               | 1-1 ns (3-1)                            | Spanje                                  | Italië                                  | 0-0 ns (4-3)                            | Engeland                                |
| Editie                                  | Gastland                                | Kampioen                                | Uitslag(en)                             | 2e plaats                               | Halvefinalisten                         | Halvefinalisten                         | Halvefinalisten                         |
| 2015                                    | IJsland                                 | Spanje                                  | 5-2                                     | Zwitserland                             | Frankrijk + Duitsland                   | Frankrijk + Duitsland                   | Frankrijk + Duitsland                   |
| Editie                                  | Gastland                                | Kampioen                                | Uitslag(en)                             | 2e plaats                               | 3e plaats                               | Uitslag                                 | 4e plaats                               |
| 2016                                    | Wit-Rusland                             | Duitsland                               | 0-0 ns (3-2)                            | Spanje                                  | Engeland                                | 2-1                                     | Noorwegen                               |
| Editie                                  | Gastland                                | Kampioen                                | Uitslag(en)                             | 2e plaats                               | Halvefinalisten                         | Halvefinalisten                         | Halvefinalisten                         |
| 2017                                    | Tsjechië                                | Duitsland                               | 0-0 ns (3-1)                            | Spanje                                  | Nederland + Noorwegen                   | Nederland + Noorwegen                   | Nederland + Noorwegen                   |
| Editie                                  | Gastland                                | Kampioen                                | Uitslag(en)                             | 2e plaats                               | 3e plaats                               | Uitslag                                 | 4e plaats                               |
| 2018                                    | Litouwen                                | Spanje                                  | 2-0                                     | Duitsland                               | Finland                                 | 2-1                                     | Engeland                                |
| Editie                                  | Gastland                                | Kampioen                                | Uitslag(en)                             | 2e plaats                               | Halvefinalisten                         | Halvefinalisten                         | Halvefinalisten                         |
| 2019                                    | Bulgarije                               | Duitsland                               | 1-1 ns (3-2)                            | Nederland                               | Spanje + Portugal                       | Spanje + Portugal                       | Spanje + Portugal                       |
| 2020                                    | Zweden                                  | Geschrapt vanwege de coronapandemie     | Geschrapt vanwege de coronapandemie     | Geschrapt vanwege de coronapandemie     | Geschrapt vanwege de coronapandemie     | Geschrapt vanwege de coronapandemie     | Geschrapt vanwege de coronapandemie     |
| 2021                                    | Faeröer                                 | Geschrapt vanwege de coronapandemie     | Geschrapt vanwege de coronapandemie     | Geschrapt vanwege de coronapandemie     | Geschrapt vanwege de coronapandemie     | Geschrapt vanwege de coronapandemie     | Geschrapt vanwege de coronapandemie     |
| Editie                                  | Gastland                                | Kampioen                                | Uitslag(en)                             | 2e plaats                               | 3e plaats                               | Uitslag                                 | 4e plaats                               |
| 2022                                    | Bosnië en Herzegovina                   | Duitsland                               | 2-2 ns (3-2)                            | Spanje                                  | Frankrijk                               | 2-0                                     | Nederland                               |
| 2023                                    | Estland                                 | Frankrijk                               | 3-2                                     | Spanje                                  | Engeland + Zwitserland                  | Engeland + Zwitserland                  | Engeland + Zwitserland                  |
| 2024                                    | Zweden                                  | Spanje                                  | 4-0                                     | Engeland                                | Polen                                   | 4-2ns (4-2)                             | Frankrijk                               |
| 2025                                    | Faeröer                                 | Nederland                               | 2-1                                     | Noorwegen                               | Frankrijk + Italië                      | Frankrijk + Italië                      | Frankrijk + Italië                      |

2008 · 
2009 · 
2010 · 
2011 · 
2012 · 
2013 · 
2014 · 
2015 · 
2016 · 
2017 ·
2018 ·
2019 ·
2020 ·
2021 ·
2022·
2023·
2024·
2025·
2026·
2027·